# نزاع أسرتي بيرسي ونيفل
نزاع أسرتي بيرسي ونيفيل (بالإنجليزية: Percy–Neville feud)‏ هي سلسلة من المعارك حصلت بين أبرز العائلات الإنجليزية النبيلة في شمال إنجلترا، بين أسرة نيفيل و أسرة بيرسي وأتباعهم الذين ساعدوا في إثارة حرب الوردتين.